# プロレスリング世界ヘビー級王座
プロレスリング世界ヘビー級王座（プロレスリングせかいヘビーきゅうおうざ）は、UWFインターナショナルが管理、認定していた王座。

## 歴史
1992年、ルー・テーズがNWAから功績を讃えて永久保持している旧NWA世界ヘビー級王座（通称「テーズベルト」）をプロレスリング世界ヘビー級王座の名称で復活させた。9月21日、UWFインターナショナル大阪府立体育会館大会で行われた初代王座決定戦に勝利した高田延彦が初代王者になった。
1995年、空位となって事実上封印状態となる。
なお、1990年にテーズは旧NWA世界ヘビー級王座をインターナショナル世界ヘビー級王座の名称で復活させて、3月1日にノーフォークで行われた初代王座決定トーナメントに優勝したマーク・フレミングが初代王者になって約2年間保持していた。1992年2月29日、Uインター後楽園ホール大会で初参戦したフレミングは高田とシングルバウトを行って敗れた。その後、フレミングは常連外人選手となり、そこには複雑なビジネスと人間関係があった。これらの経緯は1995年にフレミングがUNWで行われたトークショーで話しており、UNWのパンフレットにチャンピオンベルトを巻いたフレミングが掲載されていた。

## 歴代王者
| 歴代  | 選手               | 戴冠回数 | 防衛回数 | 獲得日付      | 獲得場所 （対戦相手・その他）         |
| ----- | ------------------ | -------- | -------- | ------------- | ------------------------------------- |
| 初代  | 高田延彦           | 1        | 2        | 1992年9月21日 | 大阪府立体育会館 ゲーリー・オブライト |
| 第2代 | スーパー・ベイダー | 1        | 1        | 1994年8月18日 | 日本武道館                            |
| 第3代 | 高田延彦           | 2        | 0        | 1995年4月20日 | 名古屋市総合体育館 1995年封印         |